# Mur de la honte
Pour l'opération de Valeurs actuelles, voir Sleeping Giants#Actions en France.

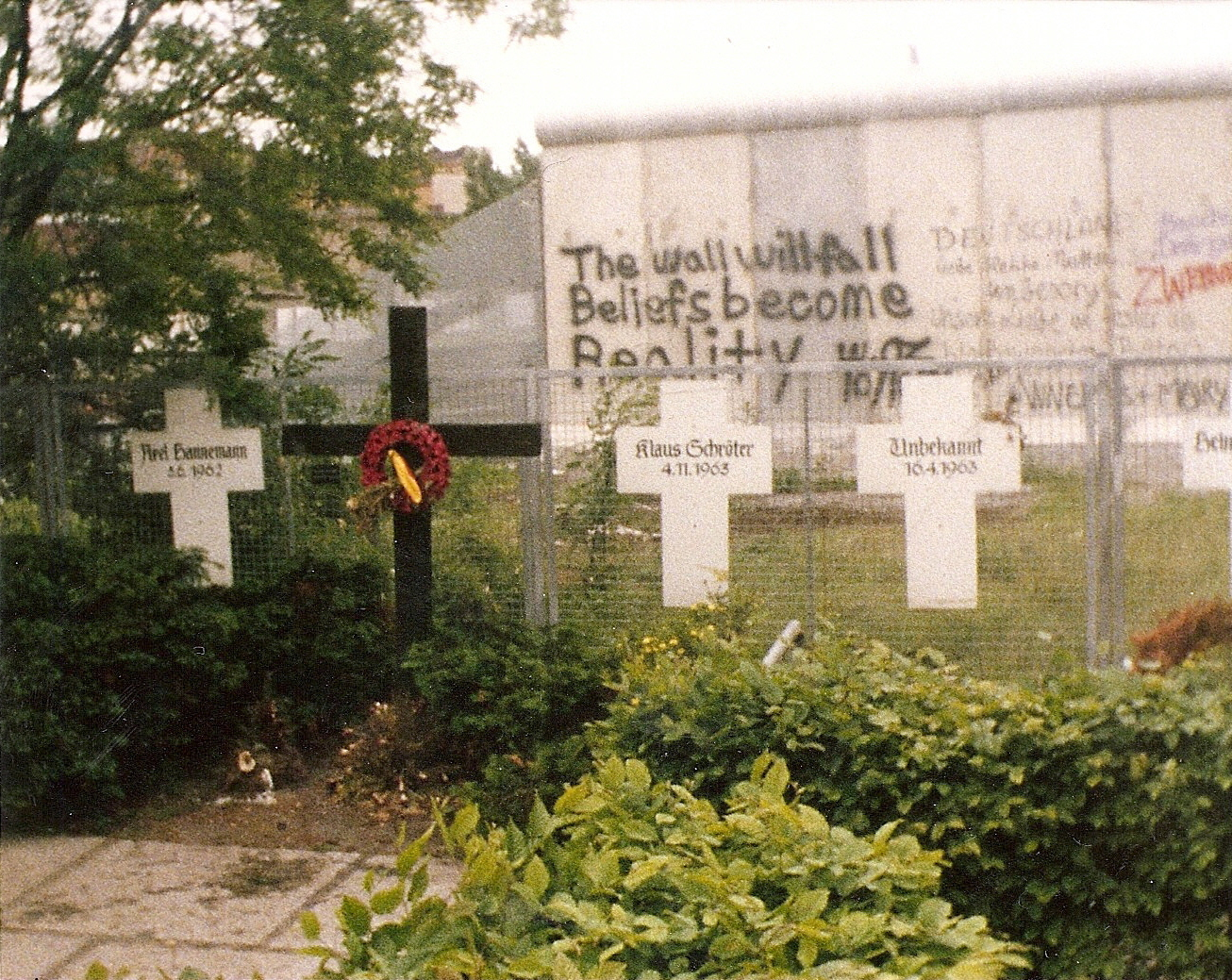
Mémorial aux victimes du mur, Berlin.

« Mur de la honte » est un terme de propagande qui fut utilisée pour la première fois par des médias et des hommes politiques occidentaux pour désigner le mur de Berlin qui séparait Berlin-Est de Berlin-Ouest durant la Guerre froide.
Elle a depuis été employée dans d’autres contextes pour désigner négativement tout mur ou toute barrière de séparation qui, du point de vue des personnes qui utilisent l'expression, devraient faire honte à ses initiateurs ou à une communauté plus large qui soutient la séparation ou reste passive devant la situation. Ce sont souvent les circonstances de la construction ou les objectifs recherchés qui justifieraient, pour ces mêmes personnes, l'idée d'un déshonneur apporté par l'édifice.
L'usage de cette expression est le plus généralement remis en cause et rejeté par la partie qui organise la séparation.
Au sens figuré, l'expression a pu également être employée pour désigner une ségrégation (comme au sujet de l’apartheid).

## Exemples de séparations ayant pu être désignées comme «mur de la honte»
- Le Rideau de fer ;
- Le mur de Berlin ;
- La Zone coréenne démilitarisée créée par l'armistice de Panmunjeom en 1953 ;
- La Barrière de séparation israélienne ;
- La barrière de Ceuta, la barrière de Melilla[3] et la politique de l'immigration de l'Union européenne dans son ensemble, parfois désignées « Fortress Europe » ;
- La Ligne verte (Chypre) qui sépare la république de Chypre de la partie orientale occupée par l'armée turque depuis 1974[4] ;
- Les lignes de séparation entre les communautés religieuses de Belfast, aussi appelées murs de la Paix ;
- La Barrière entre les États-Unis et le Mexique ;
- La construction par l'Arabie saoudite depuis 2006 d'un mur fortifié à sa frontière avec l'Irak[5] ;
- Le barrage de Djibouti entre 1966 et 1982[6] ;
- Mur des sables (au Sahara occidental)[7].